# 韦季方
韦季方（?—?），唐朝太子洗马。洛阳人李奉节告韦季方、监察御史李巢结为朋党，唐高宗命许敬宗与辛茂将审理。许敬宗审问急迫，季方自杀，没有死，许敬宗诬陷韦季方与长孙无忌构陷忠臣近戚，使权力归于無忌，伺机谋反，所以自杀。
许敬宗对唐高宗说：“季方承认与无忌同反，韩瑗曾经对无忌说：‘柳奭、褚遂良劝公立梁王李忠为太子，今梁王既废，上亦疑公，故出高履行于外。’自此无忌恐惧，后见长孙祥贬出，韩瑗得罪，日夜与韦季方等谋反。”因此，唐高宗将长孙无忌贬官赐死。